# 松本匡代
松本 匡代（まつもと まさよ、1957年（昭和32年）5月30日 - ）は、日本の作家。三重県伊勢市生まれ。滋賀県大津市在住。

## 来歴
- 1957年 - 三重県伊勢市にて出生[1]。
- 1980年 - 名城大学薬学部を卒業し、薬剤師国家試験に合格し薬剤師の資格を取得。
- 1985年 - 奈良女子大学理学部物理学科卒業。
- 1987年 - 奈良女子大学大学院理学研究科物理学専攻修士課程を修了（理学修士／素粒子物理学理論）、日本IBM入社、2002年（平成14年）退社。

## 作品
- 『夕焼け 土方歳三はゆく』（1987年、新人物往来社） - 幕末、男装して新選組に入隊した少女から見た土方歳三
- 『新選組 試衛館の青春』上下巻（2012年、サンライズ出版） - 土方歳三、斎藤一、沖田総司ら新選組隊士たちの若き日々
- 『独白新選組 隊士たちのつぶやき』（2014年、サンライズ出版） - 新選組隊士たちが仲間に語りかける形式で描く彼らの心の絆
- 『石田三成の青春』（2016年、サンライズ出版） - 石田三成と大谷吉継の友情を軸に、親兄弟や恋人、妻子との関わりなど
- 『早耳屋お花事件帳　見習い泥棒犬』（2021年、ハヤカワ時代ミステリ文庫）
- 『早耳屋お花事件帳　父ひとり娘ひとり』（2022年、ハヤカワ時代ミステリ文庫）

## 受賞歴
- 2012年、第62回滋賀県文学祭特選 「和算入門 支配勘定見習い・山田正明の一日」
- 2013年、第63回滋賀県文学祭滋賀県議会議長賞 「続・和算入門 誘拐（かどわかし）」
- 2014年、第64回滋賀県文学祭特選 「思惑 石田三成襲撃事件」- ※「友情のかたち 三成襲撃事件」と改題し、第8章として『石田三成の青春』に収録
- 2015年、第65回滋賀県文学祭特選 「清濁 本能寺の変異聞」- ※第5章として『石田三成の青春』に収録
- 2016年、第66回滋賀県文学祭芸術文化祭賞　「天下 律義者の十五年」- 関ケ原の戦いから大坂夏の陣まで、徳川家康の律義さゆえの心の揺れを描く